# Ребуль, Жан
Жан Ребуль (фр. Jean Reboul; 23 января 1796, Ним, — 28 мая 1864, там же) — французский поэт и политик.

## Биография
Жан Ребуль родился в семье слесаря и всю свою жизнь работал в родном городе пекарем-булочником; отсюда его прозвище — «boulanger de Nimes». В 1848 году был выбран депутатом как представитель легитимистской партии. В 1852 году отказался от награждения, предложенного правительством Второй империи. Был известен как католик и роялист. В Ниме его посещали Шатобриан, Ламартин, Александр Дюма-отец, Ханс Кристиан Андерсен и другие знаменитые писатели, хорошо о нём отзывавшиеся. В 1838 и 1852 гг. встречался с русским поэтом князем Петром Вяземским, высоко оценившим талант и человеческие качества французского коллеги.
Известность ему создал Ламартин, посвятивший ему одну из своих «Harmonies» («Le génie dans l’obscurité»). Первый сборник его «Poésies» (1836), чувственных религиозных стихотворений, из которых долгое время пользовалось популярностью «L’ange et l’enfant» (самое известное его стихотворение), выдержал пять изданий. За ним следовали «Poésies nouvelles» (1846), «Les traditionelles» (1857), «Dernières poésies» (1865). Ребуль писал также трагедии («Le martyre de Vivia» и другие). В 1876 году ему был установлен памятник в Ниме.